# Ołeksij Drozdenko
Ołeksij Mytrofanowycz Drozdenko, ukr. Олексій Митрофанович Дрозденко, ros. Алексей Митрофанович Дрозденко, Aleksiej Mitrofanowicz Drozdienko (ur. 28 lutego 1941 w Torezie, w obwodzie donieckim, zm. 15 grudnia 2024) – ukraiński piłkarz, grający na pozycji obrońcy, trener piłkarski.

## Kariera piłkarska

### Kariera klubowa
Karierę piłkarską rozpoczął w miejscowej drużynie kopalni węgla "Wołyńska Szachta", skąd został zaproszony do głównej drużyny miasta Szachtar Torez. W 1962 został piłkarzem donieckiego Szachtara, w którym występował przez 10 lat. Pełnił również funkcje kapitana zespołu. W 1972 zakończył karierę piłkarską.

## Kariera trenerska
W 1975 objął stanowisko dyrektora Szkoły Sportowej Szachtara Donieck. W 1978 dołączył do sztabu trenerskiego Szachtara Donieck. W latach 1983–1989 ponownie kierował szkołą sportową, a potem ponownie pomagał trenować Szachtar Donieck. Od października do listopada 1999 roku pełnił funkcję głównego trenera w 6 meczach ligowych Szachtara Donieck. Od 2004 pracuje jako specjalista Szkoły Piłkarskiej Szachtar Donieck w filiach szkolnych.

## Sukcesy i odznaczenia

### Sukcesy klubowe
- zdobywca Pucharu ZSRR: 1962
- finalista Pucharu ZSRR: 1963

### Sukcesy indywidualne
- wybrany do listy 33 najlepszych piłkarzy Ukraińskiej SRR: Nr 2 (1964), Nr 3 (1966, 1968)

### Odznaczenia
- tytuł Mistrza Sportu ZSRR: 1962
- tytuł Zasłużonego Trenera Ukrainy